# 猛禽
猛禽，或稱鷙鳥，是鸟类六大生态类群之一，涵盖了鷹形目、隼形目和鸮形目的所有种。猛禽包括鷹、鵰、隼、鳶、鵟、鷂、貓頭鷹、魚鷹、蛇鷲、鷲類（包括禿鷲亞科、胡兀鷲亞科和美洲鷲科）等生态类群，其中除了鷲類是食腐猛禽之外，其餘猛禽均为掠食性鸟类。在生态系统中，猛禽的个体数量较其他类群少，因為牠們均為位於食物链頂層的頂級掠食者（但鷲類除外，因為牠們是清除者），而牠們在生態平衡中，都扮演著十分重要的角色。也因為猛禽的种群比较脆弱，世界上很多国家也都把猛禽視作保护对象。需要注意的是，猛禽並不包括鴴形目、鵜形目、鸛形目等鳥類，原因是牠們完全是用喙來捕捉和掠食獵物。

## 猛禽的形态特征

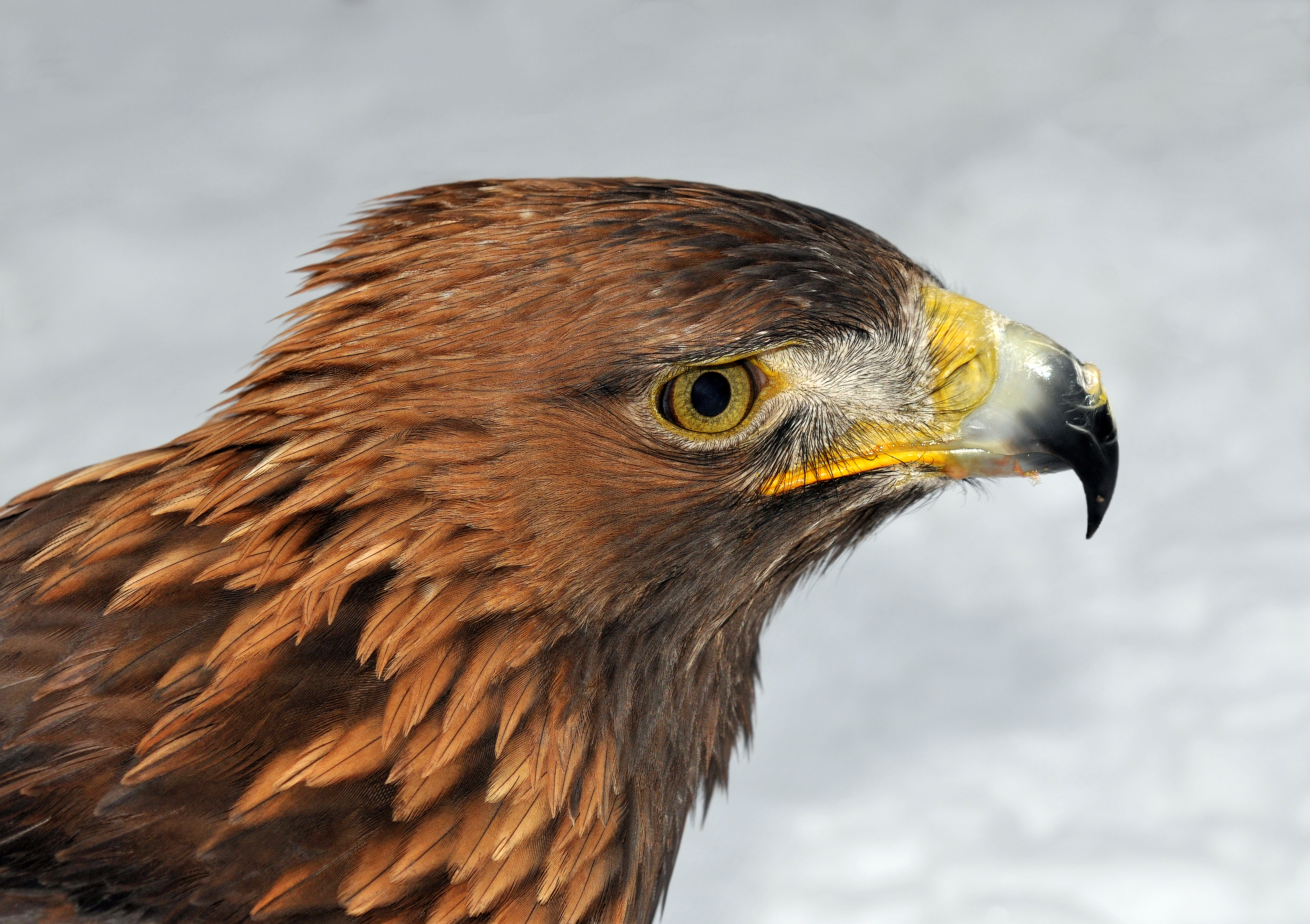
金鵰。

猛禽体形大小相差悬殊，不同的体形意味着他们占据着不同的生态位，其中体形巨大者如康多兀鹫，翼展近三米，体重可达数十公斤，体形细小者如领鸺鹠体长仅15厘米左右，与麻雀相当。
猛禽皆为掠食性鸟类，生态位接近，因而具有一些相似的形态特征：所有猛禽喙均强健有力，喙端部具钩，边缘锐利，许多物种还具有齿突，以便控制猎物，所有猛禽喙的基部都有蜡膜覆盖，蜡膜的面积较大，会覆盖鼻孔，部分物种还有硬羽分布，蜡膜和硬羽的存在可以保护猛禽喙的基部不易清理的部分不会在进食的时候受到污染，减少感染的机会。喙的形状与强韧程度与猛禽的食性有关，食腐肉的鹫，喙大而粗壮，钩不明显，相对不锐利，有利于撕扯大而结实的动物尸体，吞食的猛禽如蛇雕，喙锐利，强壮有力，但钩不明显；隼的喙相对较细弱，但齿突突出，喙钩明显，可以将猎物一击致死，并能迅速肢解猎物。
猛禽的听觉、视觉非常敏锐，鸮形目所有种、鷹形目的鵟、鹞等类群，双目位于面盘的前方，类似人类的结构，双目视野重叠区域大，有较好的立体视觉。相对于头部猛禽的眼球体积很大，轴径长，可以在很大的焦距范围内迅速调整。眼球内壁有一圈环形骨片，可以支持猛禽在高速飞行中眼球不会因为气流的压力而变型。所有猛禽眼球上方的的眉骨突出，在发生意外碰撞的时候，对眼球起到保护的作用。昼行性猛禽的视网膜具有两个中央凹，极大地扩展了它的明视范围；夜行性的猛禽听觉系统也很发达，两侧耳孔巨大，形状和着生位置都不相同，可以产生立体听觉。
猛禽的飞行系统非常发达，体形大者可以利用气流长时间悬停于空中，体形小者亦可以通过控制振翅进行短时间悬停，这种悬停姿态可以帮助他们发现和追击猎物。隼形目鸟类翅形多长而尖，有利于高速飞行，鸮形目鸟类翅形宽而圆，廓羽松软，飞行速度虽然不很高，但是产生的声音很少。大型猛禽的翅强壮有力，可以成为除喙和脚之外第三件攻击猎物的武器。
猛禽的脚爪大多非常锋利，抓捕地面猎物的物种，脚趾短而粗壮爪长，对猎物可以达到一击毙命的效果；以鸟类为猎物的物种，脚趾细长，相对纤柔，但是可以增加在对猎物的拦截面积。

## 猛禽的行为和习性
猛禽食性相似的特点决定了猛禽的习性具有一定的相似性，但是由于取食对象的差异，不同物种间行为和习性上的差异也是比较明显的。

### 飞行
由于猛禽处于食物链的最顶端，单位面积承载猛禽个体数量一般较少，所以绝大多数猛禽领域性很强，多单独活动，一些物种在繁殖季节会成对活动，个别物种在冬季或旱季等觅食困难环境严酷的季节会结成小群。以腐肉和动物尸体为食的鹫类是一个例外，他们大多结群活动，发现食物后一拥而上。
隼形目的猛禽均在白昼活动，为了获得更好的视野以进行狩猎，它们经常会长时间在高空悬停。大型猛禽的悬停依靠的是日光辐射引起的上升气流，他们大多有感知上升气流的能力，在暖气团中伸展双翅盘绕上升；小型猛禽的悬停大多依靠翅和尾羽的配合，隼、鹞等类群的鸟类，有时会振翅悬停或盘旋于草场上空，以惊吓驱赶鼠类、兔子等猎物。在气象条件不好的情况下，隼形目的猛禽多会选择山崖、树顶、电线杆的顶部等视野开阔的位置蹲据，其目的仍然在于获得良好的视野以便捕猎。
鸮型目的猛禽除了雪鸮、纵纹腹小鸮、雕鸮、斑头鸺鹠等个别物种外，均在夜间活动，高空盘旋和悬停的行为并不适合鸮形目鸟类，他们常蹲据于树枝间，依靠视觉和听觉发现猎物，并安静且迅速地飞向猎物。

### 取食

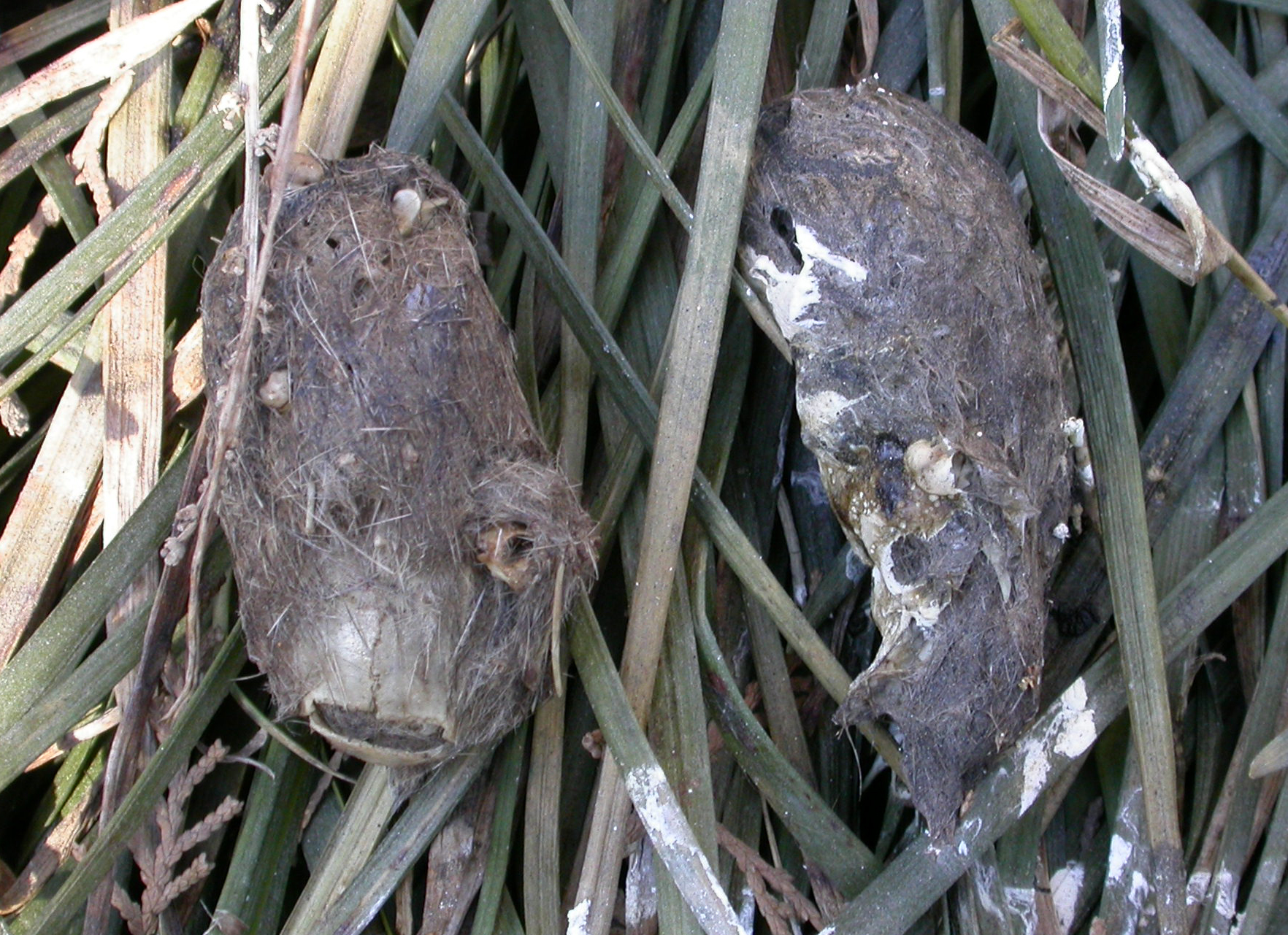
长耳鸮的食团

根据食物的不同，猛禽捕食的行为也不同，以鱼类为食的鹗在水面上空盘旋或迎风悬停，发现猎物后急速降至水面以爪从水中抓取鱼类；以尸体为食物的鹫发现食物后经过盘旋观察后降落在目标附近，进一步确认没有危险后，一拥而上迅速将尸体分食；鹞、鵟等捕食地面动物的猛禽会在开阔的草场上缓慢盘旋，令鼠类、野兔等猎物受惊开始逃跑后，进行突袭，雕等大型猛禽会长距离滑翔驱赶有蹄类动物，待其体力耗竭后捕食，隼、鹰等捕食其他鸟类的猛禽平时在空中巡航，发现猎物后迅速上升占领制高点，然后收拢双翅，高速俯冲接近猎物，以喙和爪击中猎物要害部位令其失去飞行能力，待猎物下坠后凌空接住猎物。

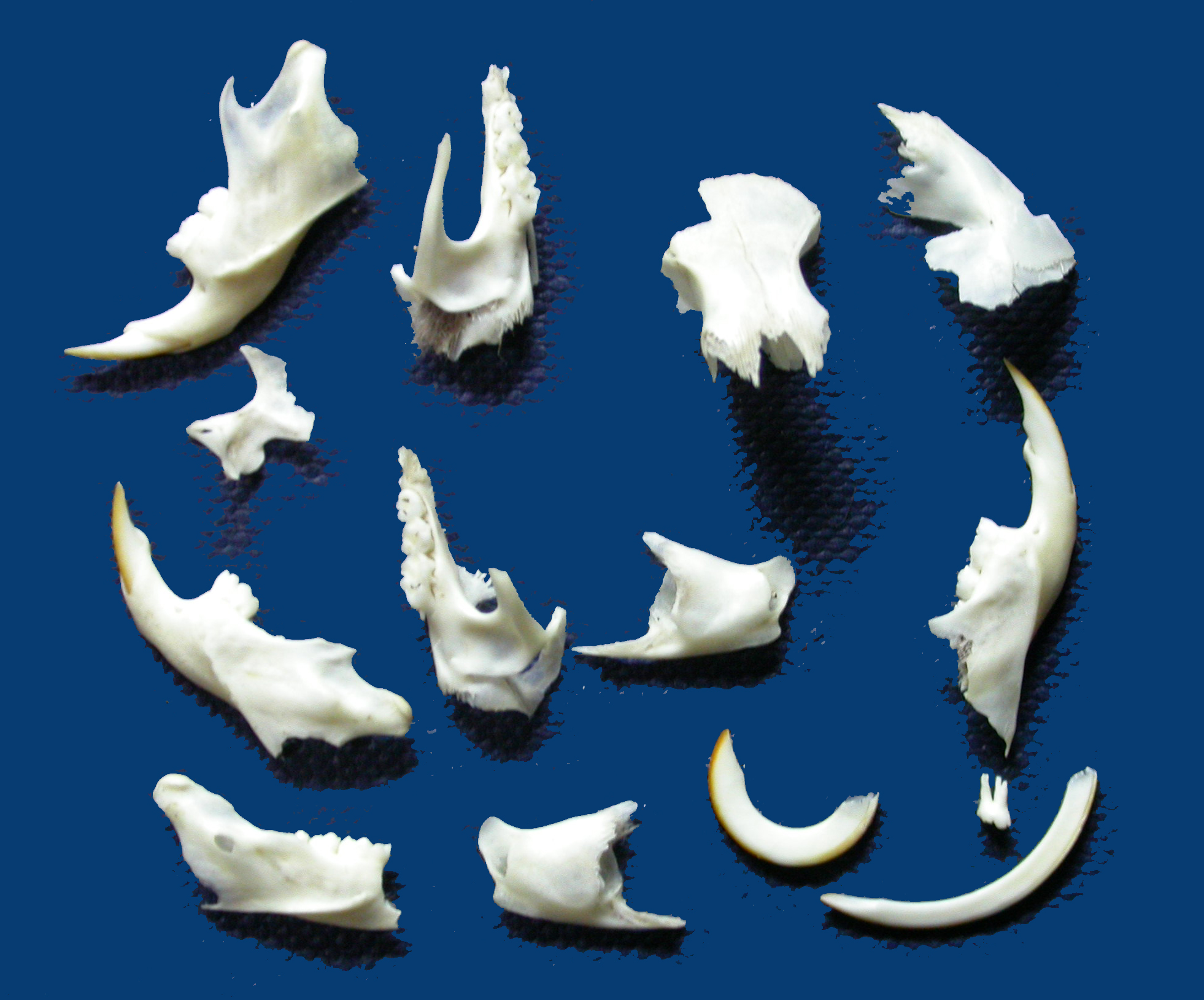
长耳鸮食团中的鼠类头骨

与猛兽不同，猛禽在进食时并不咀嚼猎物，大多是将猎物连皮毛带骨骼囫囵吞下。骨骼、羽毛、毛、昆虫外骨骼等结构不易消化，而出于减轻飞行负重的考虑，猛禽不能将这些结构随粪便拍出，因而大多数猛禽都有吐食团的行为，食团是由上述不能消化的残渣结成，通过分析食团中的骨骼可以帮助人们了解猛禽的食谱。

### 繁殖
猛禽的繁殖行为一般比较复杂，隼形目猛禽的繁殖包括占区、炫耀、筑巢、产卵孵化、育雏等行为有些物种在交配前会进行令人眼花缭乱的婚飞。鸮形目的猛禽由于主要在夜间活动，交配前的炫耀行为相对简单，多进行近距离的表演。绝大多数猛禽自行营巢，但个别种会强占其他鸟类的巢，如阿穆尔隼会强占喜鹊的巢，《诗经》中“维鹊有巢，维鸠占之”刻画的便是这一事实。猛禽产卵的数量与其体形相关，体形较大的猛禽，如金雕每巢产卵仅1－2枚，而体形较小的猛禽，每巢产卵可达14－16枚之多。
猛禽在育雏过程中雄性和雌性个体有默契的配合，一些猛禽会出现同巢相食的现象，较强壮的雏鸟会杀死甚至吃掉较弱的雏鸟。

### 迁徙
许多猛禽有迁徙的行为，猛禽的迁徙大多在白天进行，这样有利于他们随时捕食猎物、利用阳光下的上升气流节省体力以及利用地面特征导航；大多数体形较大的猛禽是单独迁飞的，体形较小的猛禽也有成对迁飞和结群迁飞的。猛禽开始迁飞的时间与其食性密切相关，以昆虫、食虫鸟类为猎物的猛禽开始迁徙的时间较早，以鼠类、野兔、有蹄类动物等为食者，开始迁徙的时间较晚。猛禽在迁徙途中需要在停歇地进行修整，其停歇地比较固定，因而保护猛禽迁徙停歇地对猛禽保护有着非常重要的意义。今年来的环志研究显示，绝大多数迁徙的猛禽都是南北向迁徙的，最长的迁徙旅程可以达到16,000公里，平均迁徙旅程也达到4000公里。中国东部渤海沿岸地区是全世界最重要的猛禽迁徙通道之一，每年迁徙通过的猛禽数量和密度极大，是世界罕见的。

## 猛禽的演化
根据2014年的鸟类全基因组测序分类系统，归为猛禽的三个目：隼形目和鷹形目在亲缘关系上非常远，鷹形目和鸮形目在亲缘关系相对较近，鷹形目和鸮形目鸟类相对更不进化，在约5,500万年前鸮形目鸟类的祖先便与其他鸟类分道扬镳，化石研究显示，最早的鸮类可能起源于始新世的原鸮科鸟类，现均已灭绝，在法国的中新世地层，发现草鸮属鸟类的化石；在德国的中新世地层，发现角鸮属化石；在法国的下渐新世地层发现鵰鸮属和耳鸮属的化石；在德国和北美的中新世地层发现林鸮属化石。
隼形目鸟类的祖先是涉禽，因而在1980年代的鸟类DNA分类系统中，根据进化树，隼形目所有科均被归并到鹳形目中。化石研究显示，美国中新世地层中发现新兀鹫和古鹰化石；中国中新世地层中发现顾氏中新鹫、泰山齐鲁鸟化石。

## 人类与猛禽

### 文学文艺作品中的猛禽
猛禽身姿矫健，庄严威猛，在文学作品中常常最为进取、雄心等的标志。在中国传统诗歌书画艺术中，猛禽也是非常常见的题材。

### 猛禽崇拜
猛禽也是人类崇拜的图腾之一。藏族将高山兀鹫看做引渡亡人进入天堂的使者，地位高贵者死后，尸体会被带到兀鹫聚集的天葬台肢解，供兀鹫食用，以求飞升，这种丧葬方式称作“天葬”。
分布于南美洲的安第斯神鹫，印第安人称作神鹰，被当作天神崇拜。有学者认为，中美洲阿兹特克人崇拜的图腾羽毛蛇是某种猛禽的变体。
通过对岩画、典籍、甲骨文史料以及鸮形青铜器的研究，学者认为在中国上古时期，鸮类是太阳神、农业保护神和生殖神，商代进行的重要祭祀“雚祭”便是对鸮的祭祀。

### 猛禽与鸟类贸易

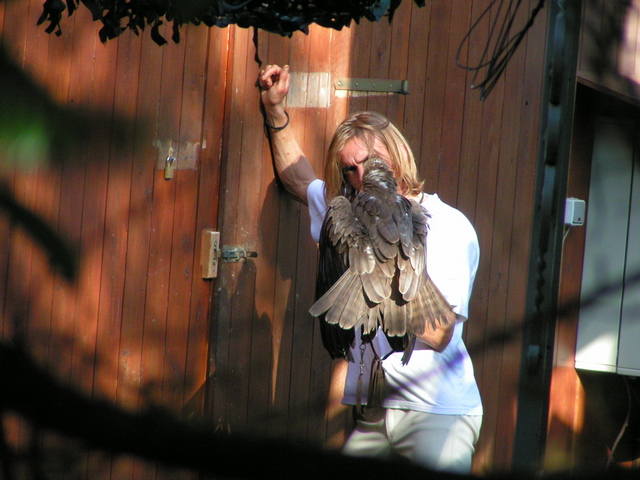
训养猛禽

猛禽的贸易是鸟类贸易的重要内容，由于猛禽的种群数量有限，世界各国对猛禽的保护级别都较高，涉及猛禽的鸟类贸易大多为非法贸易。
猛禽进入贸易领域以两类贸易为主：作为宠物进入贸易和作为装饰品进入贸易。
人类驯养猛禽进行狩猎活动的历史由来已久，鹰猎在中亚、中东等地是身份和地位的象征。鹰猎的流行刺激了猛禽作为宠物进入贸易领域。由于国际公约对猛禽贸易的严格控制，这种贸易大多以走私的形式进行。源自中国新疆、青海的猎隼，经由巴基斯坦、伊朗贩运至阿拉伯世界是世界上贸易量最大的猛禽走私通道之一。
由于猛禽身姿矫健，许多人乐于用猛禽标本进行室内装饰，从而刺激了猛禽作为装饰品进入贸易领域，这种贸易同样也是以非法贸易为主。在此类贸易的背后经常隐藏着许多血腥的秘密。有北京的环保人士经实地调查获知，在河北省怀来县一些猛禽标本制作者以残酷的方式对待捕获的猛禽，他们将猛禽的双眼刺瞎，将其置于空屋禁水禁食直至饿死，据称这样会大量消耗猛禽的皮下脂肪，极大方便标本剥制，但一些体形特别巨大的鸟类如金雕却需要为此而承受长达2－3月的痛苦。

### 猛禽保护
人类对猛禽的保护最直接的是对猛禽贸易和偷猎的限制，《生物多样性公约》和《瀕臨絕種野生動植物國際貿易公約》对涉及猛禽的贸易都有明确的保护条款。
除了对猛禽贸易的限制，在猛禽的栖息地和迁徙通道，当地的环保组织和鸟会经常会组建旨在救助伤病鸟类甚至专门救助猛禽的志愿机构。这些都是对猛禽直接保护的措施。
对猛禽的间接保护包括保护猛禽的栖息地和迁徙停歇地；减少剧毒鼠药、农药的使用等措施。